# Carnarvon (Neuseeland)
Carnarvon ist eine kleine Siedlung in der Region Manawatū-Whanganui im Süden der Nordinsel von Neuseeland.

## Namensherkunft
Die Siedlung wurde nach dem britischen Politiker und Kolonialminister Henry Herbert, 4. Earl of Carnarvon benannt.

## Geographie
Die Siedlung liegt 9 km südwestlich von Sanson direkt am State Highway 1 in der Ebene des Rangitīkei River.